# 泰尔尼夫卡 (霍洛瓦尼夫斯克区)
泰爾尼夫卡（烏克蘭語：Тернівка），是烏克蘭中部基洛夫格勒州霍洛瓦尼夫斯克区皮德维索克市镇内的村落，面積12.5平方公里，海拔高度141米，2001年人口984，人口密度每平方公里78.7人。